# Chiesa della Beata Vergine Assunta (Galtellì)
La chiesa della Beata Vergine Assunta è un edificio religioso situato a Galtellì, centro abitato della Sardegna centro-orientale.
È consacrata al culto cattolico e fa parte della parrocchia del Santissimo Crocifisso, diocesi di Nuoro. L'edificio si trova di fronte all'ex convento dei Padri Mercedari.

## Galleria d'immagini

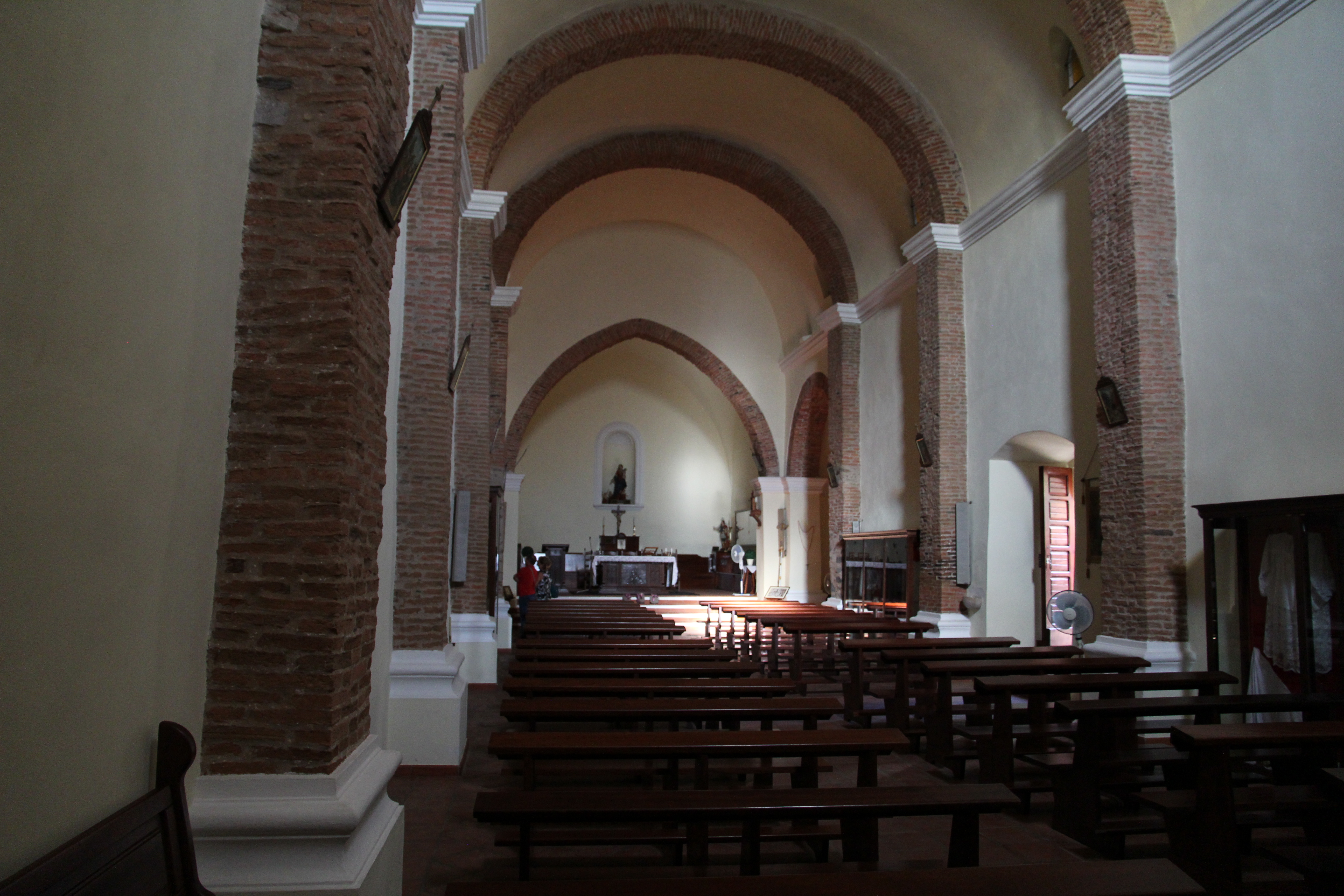
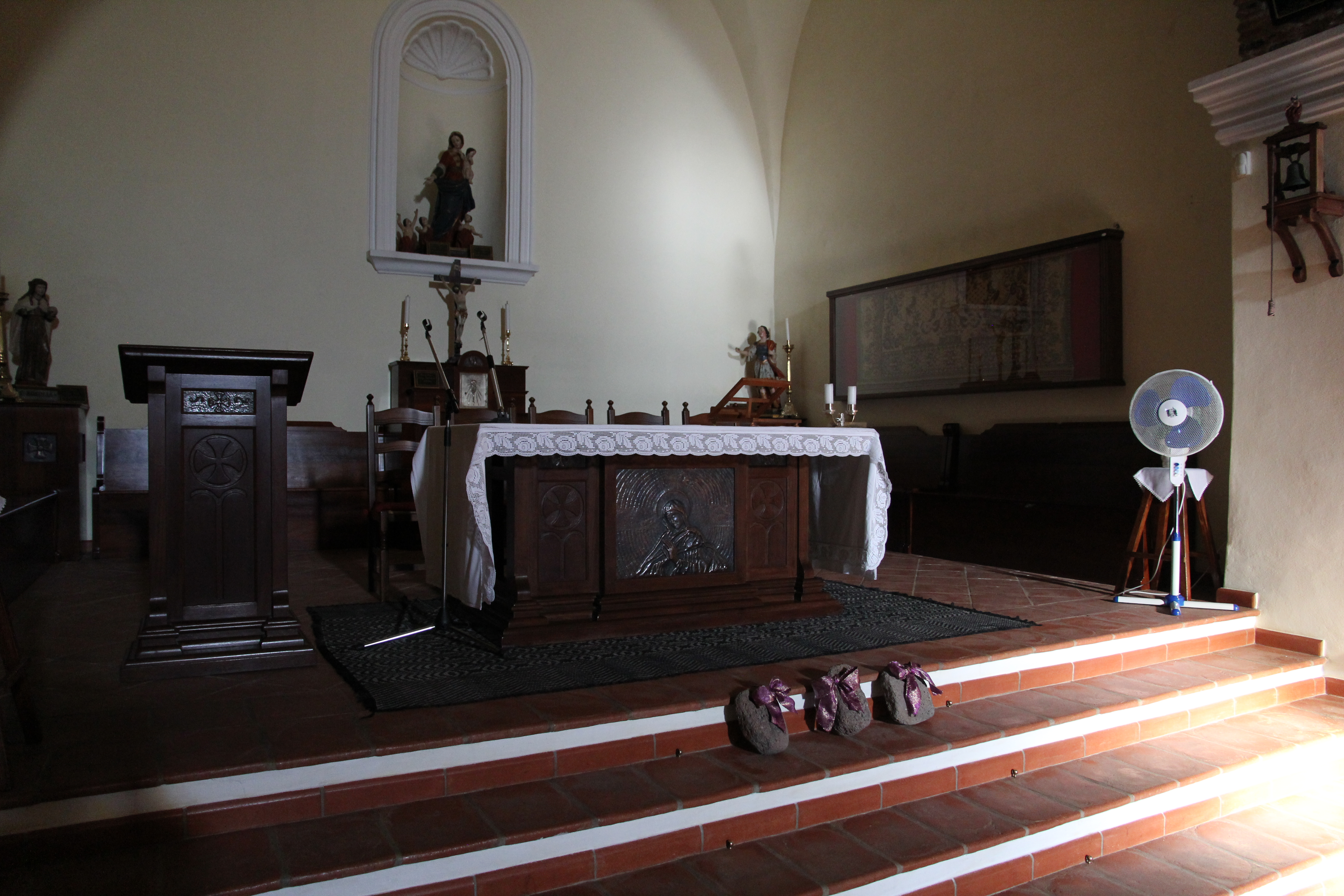
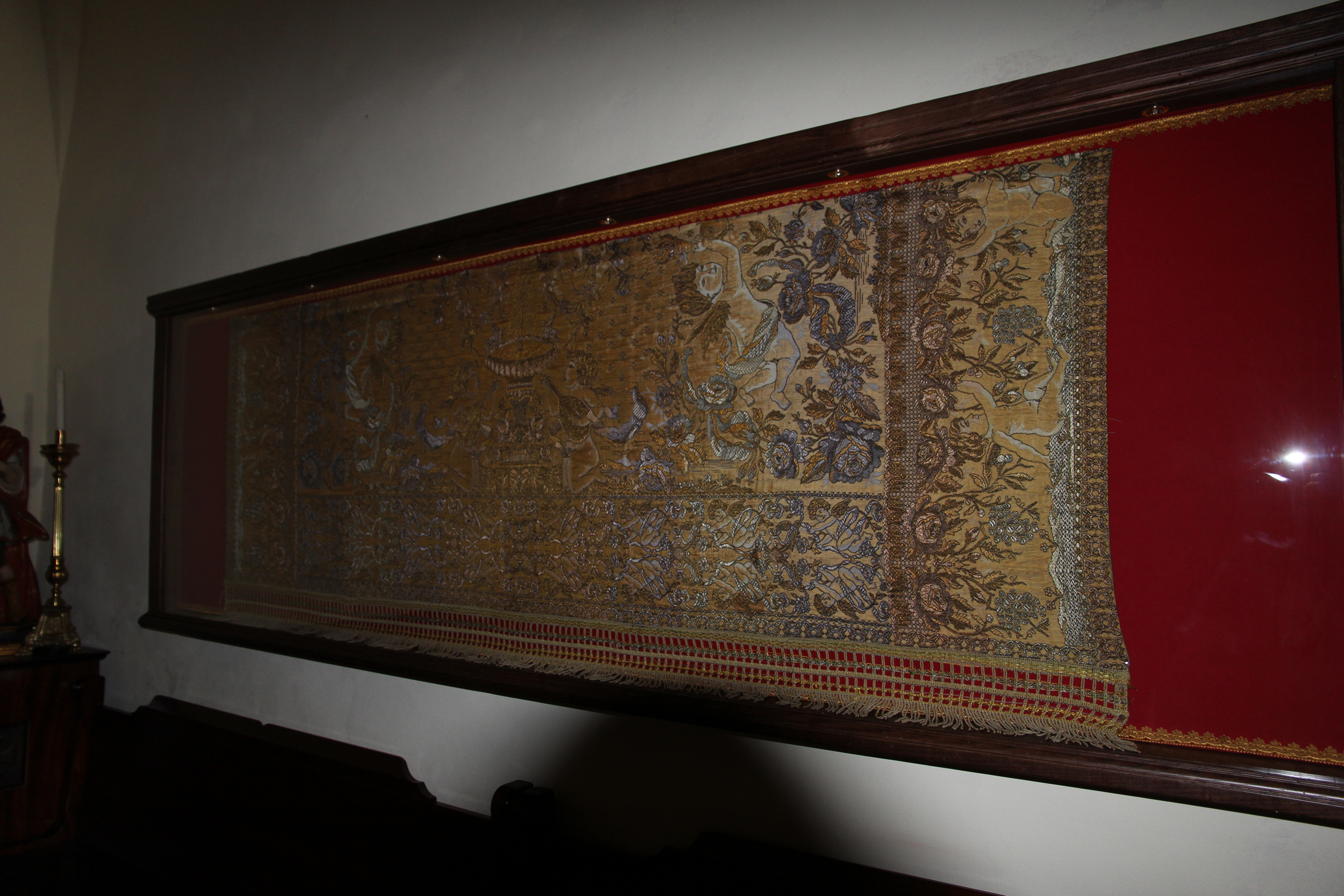
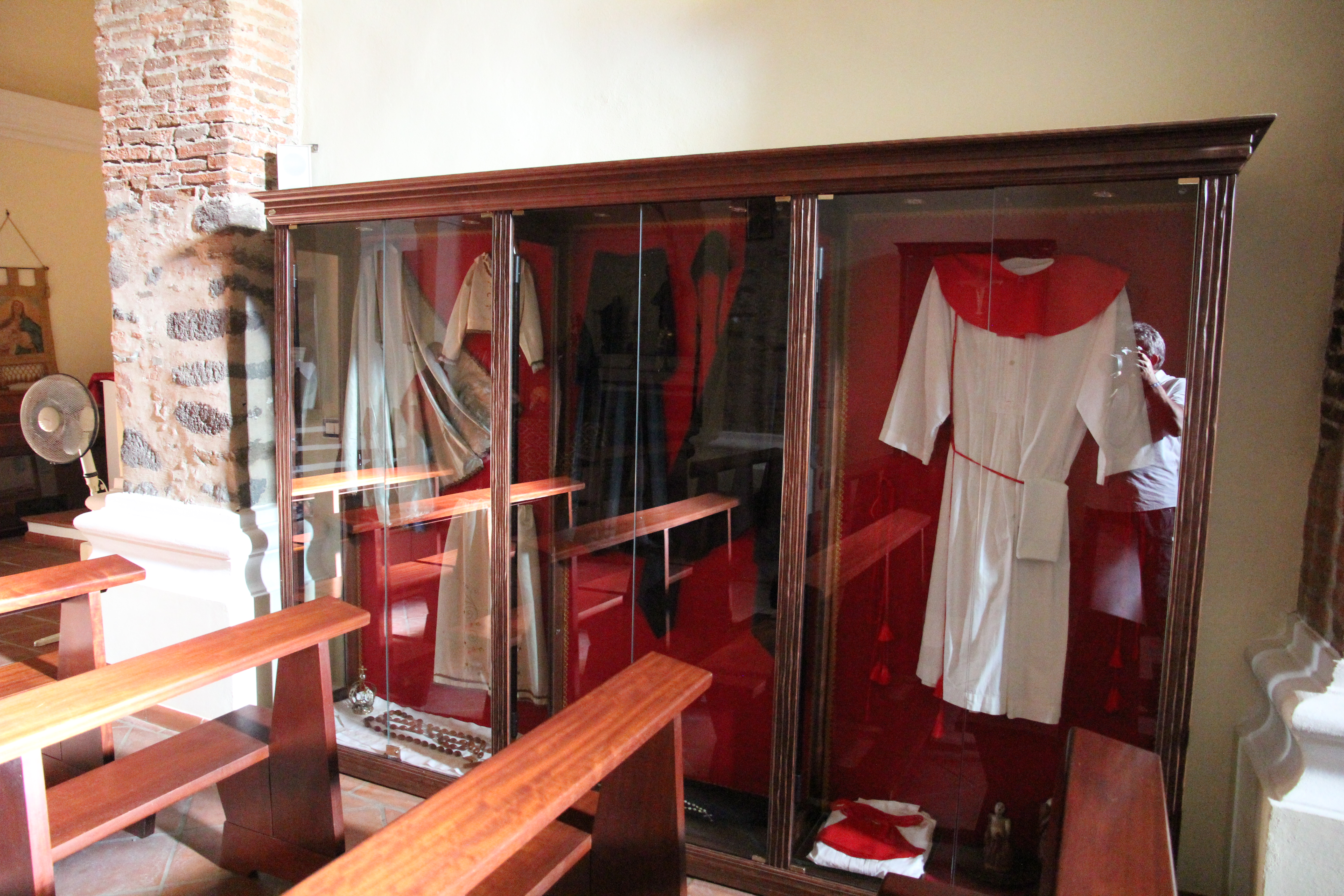